# Kojanovka
Kojanovka (en rus: Кожановка) és un poble de l'óblast de Briansk, a Rússia, segons el cens del 2010 tenia 287 habitants. Pertany al districte de Zlinka.